# Beringin Kencana
Beringin Kencana is een bestuurslaag in het regentschap Lampung Selatan van de provincie Lampung, Indonesië. Beringin Kencana telt 6160 inwoners (volkstelling 2010).